# Max Möller (1875-1948)
Paul Max Möller (Adorf bij Markneukirchen, 26 augustus 1875 – Amsterdam, 16 januari 1948) was een in 1922 tot Nederlander genaturaliseerde vioolbouwer van Duitse komaf.
Hij was zoon van Julius August Möller en Christiane Antonie Roszbach. Zelf was hij getrouwd met de Maastrichtse Christine Henriette Weerts (1882-1970). Hij werd begraven op Zorgvlied.
Voordat de vioolbouwer Möller naar Amsterdam kwam, kreeg hij opleiding bij/van Robert Nürnberger in Markneukirchen en aan de Vakschool voor vioolbouw. Na de opleiding afgerond te hebben kon hij als assistent aan het werk in het atelier van Heinrich Theodor Heberlein, befaamd in de keus van hout, lak in akoestiek binnen de viool. In 1899 was hij kort werkzaam in het atelier van Louis Lowendahl in Berlijn. Hij werd er min of meer gedwongen in serie te werken en dat beviel hem niet. Möller trok in het voorjaar van 1899 aan Amsterdam om er te gaan werk in het atelier van Karel van der Meer. Ook dat verblijf van kortstondig; hij ging eind 1899 werken in het atelier van Max Möckel in Sint-Petersburg. Bij dat atelier slaagde hij erin een lak te maken die gelijkenis vertoonde met de lakken die de Italiaanse vioolbouwers hadden gebruikt. Sint-Petersburg was in die periode het cultureel (en bestuurlijk) centrum van Rusland. Het trok veel musici aan, die een goed instrument wilden voor hun studieperiode aan et Conservatorium van Sint-Petersburg en daarna.
Vanaf 1904 was Paul Max Möller weer te vinden in het atelier van Van der Meer in Amsterdam en woonde merendeels in De Pijp en omgeving (Cornelis Anthoniszstraat, Hobbemakade, Van Ostadestraat en Bosboom Toussaintstraat).
In 1913 begon hij samen met zijn vrouw zijn eigen atelier, dat zich achtereenvolgens op de Leidsegracht 63, P.C. Hooftstraat 34 en Willemsparkweg 15 bevond. Hij zou circa 250 strijkinstrumenten bouwen variërend van viool, altviool, viola da gamba tot viola d'amore. Als ook nog strijkstokken. Tijdens het bouwen van die instrumenten vond hij zelf weer een nieuwe eigen lak uit, die de instrumenten voor kenners herkenbaar maakte (donkerrood, diep van kleur).
Naast het bouwen van violen, legde hij ook een uitgebreide collectie oude strijkinstrumenten aan.
Samen met zijn zoon Max Möller (1915-1985), die in zijn atelier kwam werken,  publiceerde hij in 1939 het werk Italiaanse vioolbouw.